# 중지렉
중지렉은 토번의 제15대 첸뽀이다. 토번 첸포 중 중열육왕으로, 이름 끝 글자가 렉이다.